# Église Saint-Martin de Modave
Pour les articles homonymes, voir Église Saint-Martin.
L'église Saint-Martin est un édifice religieux classé situé dans le village de Modave en province de Liège. 

## Localisation
L'église se trouve au centre du village condrusien de Modave entre la rue du Centre (entrée) et la rue du Village.

## Historique
Les parties les plus anciennes du bâtiment sont la nef et le chœur de style roman datant du XIIIe siècle. Ensuite, l'église est plusieurs fois remaniée jusqu'au XXe siècle. 

## Description
Bâtie en moellons de pierre calcaire et de grès issus de la région sous une toiture d'ardoises, l'église se compose d'une nef de trois travées. La nef initiale a été complétée par deux nefs collatérales réalisées plus tardivement, au XIVe siècle. Le chevet (ou chœur) est composé d'une abside à trois pans coupés plus larges et plus hauts que la nef. 
La tour et l'avant-corps qui dataient de 1871 ont été détruits et remplacés en 1985 par un avant-corps en moellons de grès et de calcaire plus bas que la nef et par une fine tour en campanile placée à quelques mètres au sud de l'église, érigée en béton et pourvue dans sa partie supérieure d'une cloche apparente, réalisée d'après les plans de l'architecte A. Degand.

## Classement
L'église (à l'exception de la tour de la sacristie) est reprise depuis le 1er août 1933 sur la liste du patrimoine immobilier classé de Modave.

## Source et lien externe
- Inventaire du patrimoine de la région wallonne